# Университет штата Мичиган
Университет штата Мичиган (англ. Michigan State University, MSU) — государственный университет в США.
Расположен в Ист-Лансинге, штат Мичиган. Основан в 1855 году. Занятия начались в мае 1857 года в трех зданиях, на тот момент было всего 5 преподавателей и 63 студента. В 2010 году в университете обучалось 47 131 студента (36 058 бакалавров, 11 073 магистров и аспирантов), и работало около 4 900 преподавателей. 5 351 иностранных студентов из 130 стран, из них 24 студента из России/
В университете насчитывается более 200 академических программ. Программы по ядерной физике, инженерному делу, политологии, бизнесу, журналистике, образованию и остеопатии считаются одними из лучших в США.
Кампус университета занимает 21 км², на которых расположено 556 зданий: 100 учебных, 131 сельскохозяйственное, 166 жилых и 42 спортивных. Протяженность дорог составляет 42 км и 160 км тротуаров. Во время осеннего и весеннего семестров на территории университета действуют 7 автобусных маршрутов. Имеется своё отделение полиции и медицинский центр.
В 2007 году открылся филиал университета в Дубае.
За университет играют 12 мужских и 13 женских спортивных команд. Все, кроме хоккейной команды, зовутся «Спартанцами» (англ. Spartans). Из них наиболее известны мужские команды по американскому футболу, баскетболу, хоккею и бегу по пересеченной местности.

## Президенты
- Джозеф Райкельсон Уильямс (1857—1859)
- Льюис Фиске (1859—1862)
- Теофилус Эббот (1862—1885)
- Эдвин Уиллитс (1885—1889)
- Оскар Клуте (1889—1893)
- Льюис Гортон (1893—1895)
- Джонатан Снайдер (1896—1915)
- Фрэнк Кедзи (1915—1921)
- Дэвид Фрайдей (1922—1923)
- Кеньон Баттерфилд (1924—1928)
- Роберт Сидей Шоу (1928—1941)
- Джон Альфред Ханна (1941—1969)
- Уолтер Адамс (1969—1970)
- Клифтон Уортон (1970—1978)
- Эдгар Харден (1978—1979)
- Морис Сесил Маккей (1979—1985)
- Джон Ди Бьяджо (1985—1992)
- Гордон Гаер (1992—1993)
- М. Питер Макферсон (1993—2004)
- Лу Анна Симон (2005—2018)
- Сэмюэль Стэнли (2018—2022)
- Тереза Вудрафф (и.о.; 2022—наст.вр.)

## Известные выпускники
- Джеймс Каан (1940—2022) — актёр.
- Мэджик Джонсон (род. 1959) — баскетболист.